# DJ Premier
Christopher Edward Martin (Houston, 21 de março de 1966), mais conhecido pelo seu nome artístico DJ Premier (ou Premo, Preem e Primo para abreviar) é um produtor musical e DJ estadunidense, o qual produzia instrumentais para o grupo Gang Starr e posteriormente para o MC Guru. A revista The Source coloca Premier como um dos cinco melhores produtores da história do hip hop, e o site about.com o escolhe como o melhor do gênero.

## Biográfia
Christopher Edward Martin nasceu em Fifth Ward, Houston, no dia 21 de março de 1966. Foi criado em Prairie View, antes de se mudar para Brooklyn, durante a adolescência. Ele frequentou a Prairie View A&M University, onde desenvolveu suas habilidades musicais como DJ do campus, e também se apresentou ocasionalmente com a banda Marching Storm.
A formação inicial da Gang Starr Foundation em meados da década de 1990 incluía Jeru the Damaja, Group Home, Big Shug e Gang Starr. DJ Premier foi totalmente responsável pela produção dos dois primeiros álbuns de Jeru the Damaja, The Sun Rises in the East e Wrath of the Math. Jeru lançou três álbuns posteriores sem a participação de Premier. Sobre sua colaboração com o Group Home, Premier comentou, em uma entrevista de 2003: "Eles Group Home não respeitam aquilo que os alimentou". Ele explicou ainda que só aceitou produzir a faixa "The Legacy" por conta do envolvimento de Guru. Outros artistas intimamente ligados à Gang Starr Foundation com os quais Premier colaborou incluem: Afu-Ra, Bahamadia, Krumbsnatcha, Big Shug, Smiley the Ghetto Child, e NYGz. Premier colaborou com Jeru the Damaja nos álbuns The Sun Rises in the East (1994) e Wrath of the Math (1996). Também produziu e supervisionou o álbum Livin' Proof, do Group Home, que embora tenha sido subestimado na época de seu lançamento em 1995, recebeu reconhecimento posteriormente. Em 1994, ele contribuiu no renomado álbum de estreia Illmatic do Nas, logo produzindo os beats das músicas "N.Y. State of Mind", "Respresent", e "Memory Lane (Sittin' in da Park)". Ele também produziu diversas faixas do álbum de estreia de Afu-Ra, Body of the Life Force, e do álbum solo de estreia de KRS-One, Return of the Boom Bap. Fora da Gang Starr Foundation, Premier tem forte ligação com o grupo M.O.P., que ele cita como um de seus favoritos de todos os tempos. A relação começou com o remix de "Rugged, Neva Smoove", em 1994, faixa do álbum de estreia do grupo, que também incluía o lado B exclusivo "Downtown Swinga". Desde então, Premier produziu cerca de um terço das faixas de cada álbum subsequente, além de supervisionar e mixar os projetos. No álbum Foundation do M.O.P., lançado em 2009, Premier produziu apenas uma faixa: "What I Wanna B".
Em 2006, a cantora pop/R&B Christina Aguilera convidou DJ Premier para produzir seu álbum Back to Basics. Em 2008, Premier apareceu como ele mesmo no jogo Grand Theft Auto IV, como apresentador da estação de rádio fictícia The Classics 104.1. Premier produziu a maior parte do álbum Tha Blaqprint, do rapper Blaq Poet, lançado em meados de 2009. Em 2011, produziu uma faixa no álbum The R.E.D. Album, do rapper Game. No mesmo ano, participou da faixa "Gangster", do álbum Jenseits von Gut und Böse, do rapper alemão Bushido. DJ Premier foi um dos artistas acompanhados no documentário Re:GENERATION (2012). O filme mostrou a produção da faixa "Regeneration", criada a partir de uma performance ao vivo com a Berklee Symphony Orchestra. Em setembro de 2012, o rapper Immortal Technique afirmou que a música "Born in the Trap", de seu futuro álbum The Middle Passage, teria produção de Premier. No início de 2014, Premier revelou que estava trabalhando novamente com Christina Aguilera, em entrevista à revista Rip It Up, da Nova Zelândia. Ele produziu a faixa "Y’all Ready Know", do grupo Slaughterhouse, para o álbum comemorativo Shady XV, da Shady Records. O videoclipe foi lançado em novembro de 2014. Em meados de 2014, Premier colaborou com o grupo de hip hop coreano Dynamic Duo nas faixas "AEAO" e "Animal", ambas bem recebidas pelo público. Em janeiro de 2015, Premier anunciou que seu estúdio D&D, também conhecido como "The HeadQcouterz", encerraria as atividades e seria transferido para um novo espaço de gravação em Astoria, Nova York. DJ Premier foi um dos três curadores da trilha sonora do jogo NBA 2K16, ao lado de DJ Khaled e DJ Mustard. Em 16 de maio de 2019, DJ Premier lançou a faixa "Headlines", uma colaboração com os rappers de Buffalo, Nova York — Conway The Machine, Westside Gunn e Benny the Butcher. Em junho de 2020, produziu a faixa "State of the Union (STFU)", do grupo Public Enemy. DJ Premier também apresentou um programa semanal de duas horas chamado Live From HeadQCourterz na estação Shade 45, da Sirius Satellite Radio, que foi encerrado em 2022. Em agosto de 2023, foi lançada a coleção de roupas colaborativa entre DJ Premier e a grife AMIRI, com a marca PREEMO estilizada ao lado da tipografia Amiri e estampas de discos de vinil.